# Rockstar (singolo Sfera Ebbasta)
Rockstar è un singolo del rapper italiano Sfera Ebbasta, pubblicato il 19 gennaio 2018 come secondo estratto dall'album omonimo.

## Classifiche
| Classifica (2018) | Posizione massima |
| ----------------- | ----------------- |
| Italia            | 2                 |
| Svizzera          | 76                |